# 二乙基二氯化锗
二乙基二氯化锗是一种有机锗化合物，化学式 (C2H5)2GeCl2。

## 制备
二乙基二氯化锗可以由氯乙烷和锗在625 K和铜存在下反应而成。
{\displaystyle \mathrm {2\ C_{2}H_{5}Cl+Ge\longrightarrow (C_{2}H_{5})_{2}GeCl_{2}} }
它也可以由四乙基锗和四氯化锗反应而成。

## 性质
二乙基二氯化锗是遇水分解的无色液体。

## 用处
二乙基二氯化锗是有机合成的中间体。